# Associação do Pacto de Igrejas Reformadas e Presbiterianas
A Associação do Pacto de Igrejas Reformadas e Presbiterianas (APIRP) (em inglês:  Covenanting Association of Reformed and Presbyterian Churches) foi uma denominação reformada presbiteriana fundada em 2002, na Califórnia, nos Estados Unidos.
Em 2015, era formada por 2 igrejas locais, a Igreja Evangélica Reformada em Sacramento e a Igreja Presbiteriana da Graça em Redding.
Depois de 2015, a denominação foi dissolvida.

## Doutrina
A denominação subscrevia as Três Formas da Unidade (Confissão Belga, Catecismo de Heidelberg e Cânones de Dort), a  Confissão de Fé de Westminster, Breve Catecismo de Westminster e Catecismo Maior de Westminster.

## Relações intereclesiásticas
Em 2004, a denominação enviou delegados reuniões do Presbitério da Igreja Presbiteriana Reformada do Pacto.